# Glenea andrewesi
Glenea andrewesi là một loài bọ cánh cứng trong họ Cerambycidae.